# Павлицкий, Михал
Михал Павлицкий (пол. Michał Pawlicki; 29 сентября 1932 — 29 сентября 2000) — польский актёр театра, кино, радио и телевидения; также директор театра и театральный режиссёр.

## Биография
Родился в Варшаве. Актёрское образование получил в Театральной академии им. А. Зельверовича в Варшаве, которую окончил в 1954 году. Дебютировал в театре в 1953. Актёр театров в Лодзи и Варшаве. Выступал также в спектаклях польского «театра телевидения» (1959—2000) и «театра Польского радио». Директор театра в Катовице в 1978—1981 годах.

## Избранная фильмография
- 1960 — Тысяча талеров / Tysiąc talarów
- 1961 — Действительность / Rzeczywistość
- 1969 — Гневко, сын рыбака / Gniewko, syn rybaka
- 1971 — Болеслав Смелый / Bolesław Śmiały
- 1975 — Отель «Пацифик» / Zaklęte rewiry
- 1977 — Дело Горгоновой / Sprawa Gorgonowej
- 1978 — Кошмары / Zmory
- 1984 — Ва-банк 2 / Vabank II czyli riposta
- 1986 — Над Неманом / Nad Niemnem
- 1989 — Консул / Konsul
- 1991 — Фердидурка / 30 Door Key
- 1993 — Человек из… / Człowiek z...
- 1995 — Экстрадиция / Ekstradycja
- 2000 — Байланд / Bajland
- 2001 — Камо грядеши / Quo vadis

## Признание
- 1980 — Кавалерский крест Ордена Возрождения Польши.
- 1984 — Заслуженный деятель культуры Польши.
- 1985 — Бронзовая Медаль «За заслуги при защите страны».
- 1987 — Офицерский крест Ордена Возрождения Польши.
- 1998 — Командорский крест Ордена Возрождения Польши.